# Yeison Rivas
Yeison Rivas, född 24 september 1987, är en friidrottare från Colombia. Han deltog vid olympiska sommarspelen 2016.